# Гвоздев, Алексей Александрович
Алексей Александрович Гвоздев (9 (21) марта 1887, Санкт-Петербург, — 10 апреля 1939, Ленинград) — советский театральный критик, театровед, литературовед и педагог.

## Биография
Алексей Гвоздев родился 24 февраля 1887 года в Петербурге в состоятельной купеческой семье. Его отец, купец Александр Гвоздев, владел лавкой на территории нынешнего Апраксина двора, где торговал галантереей и модной одеждой. В 1903 году семья переехала в двухэтажный деревянный дом на Люцевской улице в Гатчине. 59°33′39″ с. ш. 30°07′23″ в. д.
В 1897—1905 годах Гвоздев учился в гимназии Петра и Павла (Петришуле), где преподавание велось на немецком языке; в 1905—1908 годах продолжал своё образование за границей: слушал лекции по литературе, философии и языкознанию в Лейпциге и Мюнхене.
В 1908 году Гвоздев поступил на историко-филологический факультет Санкт-Петербургского университета, который окончил в 1913 году. В 1916 году приступил к преподаванию в университете (приват-доцент) и других учебных заведениях столицы зарубежной литературы; первый университетский курс был посвящён творчеству Ж. Б. Мольера. В 1917—1920 годах преподавал в Томском университете, с 1919 года — профессор. В 1920 году Гвоздев вернулся в Петроград, с этого же года и до конца жизни преподавал в Ленинградском педагогическом институте, одновременно возглавлял сектор Института истории искусств (позже — Государственный научно-исследовательский институт театра, музыки и кинематографии).
В печати Алексей Гвоздев дебютировал весной 1914 года, и первая статья была направлена против Всеволода Мейерхольда, который в дальнейшем станет его кумиром. Поводом для статьи послужила переделка пьесы-сказки К. Гоцци «Любовь к трём апельсинам», опубликованная Мейерхольдом в журнале с тем же названием. С 1915 года Гвоздев регулярно печатался в журнале либерально-демократической ориентации «Северные записки», где он вёл раздел «Литературная летопись».
В театроведении Гвоздев стал основоположником не существовавшей в дореволюционной российской науке дисциплины — истории западноевропейского театра; автор фундаментального труда «Западноевропейский театр на рубеже XIX и XX столетий» (1939).
Автор статьи «Балет» в первом издании БСЭ и нескольких статей в Литературной энциклопедии (подписаны А. Гвоздев).
Похоронен в Санкт-Петербурге на Литераторских мостках.

### Семья
- Первая жена — Наталья Владимировна Шумкова (Султанова)[6][7] (03.04.1895 — 12.07.1976). Дочь — архитектор Наталья Алексеевна Гвоздева[8][9][10][11][12] (1921—1987) ∞ Борис Соломонович Черняк (главный инженер Путьрема № 3[13], позже — главный инженер Эрмитажа). Внук  — филолог Александр Борисович Черняк[14][15] (1942). Правнук — Алексей Александрович Черняк (1968), президент Ассоциации молодёжной прессы земли Бремен (позже — земли Северный Рейн-Вестфалия)[16], административный руководитель Международного Союза Предпринимателей Рурского региона[17].

## Сочинения
- Из истории театра и драмы. — Петроград: Academia, 1923. — 103 с.
- О смене театральных систем // О театре: Временник Отдела истории и теории театра Государственного института истории искусств: Сб. статей. — Л.: Academia, 1926. — 151 с. — С.7—36.
- Театр имени Вс. Мейерхольда (1920—1926) / Чертежи Э. И. Каплана. — Л.: Academia, 1927.  — 55 с. — («Современный театр», вып. 1)
- Художник в театре. — М.; Л.: ОГИЗ, 1931. — 72 с.
- Лебединое озеро. — Л., 1931.
- Красный мак. — Л., 1931.
- Театр послевоенной Германии. — Л.; М.: Гос. изд-во худож. лит., 1933. — 190, [2] с.
- История западноевропейской литературы. Средние века и Возрождение: Учебник для высш. педагог. учеб. заведений : Утв. Наркомпросом РСФСР. — М.; Л.: Учпедгиз, 1935. — 206, [2] с.
- Западноевропейский театр на рубеже XIX—XX столетий. — Л.; М.: Искусство, 1939.— 378 с., ил.
- Театральная критика / Сост. и примеч. Н. А. Таршис. — Л.: Искусство, 1987. — 279 с.